# Фрикционная муфта

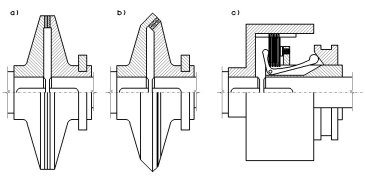
Конструкции фрикционных муфт: a) дисковая; b) конусная; c) многодисковая

Фрикцио́нная му́фта — механическая муфта того или иного типа, передающая крутящий момент от ведущего вала к ведомому посредством сил трения, создаваемых на контактных поверхностях обеих полумуфт. Включение фрикционной муфты производится прижатием контактных поверхностей полумуфт друг к другу, а выключение их разъединением. Любые фрикционные муфты имеют ту особенность, что при изменении силы прижатия трущихся поверхностей позволяют регулировать силу трения и осуществлять плавное сцепление при практически любой разнице угловых скоростей соединяемых элементов (полумуфт и валов).

## Принцип работы
При включении муфты сила прижатия контактных поверхностей и момент сил трения между ними возрастают от нуля до некоего максимума. Когда момент сил трения станет больше момента сил сопротивления на ведомом элементе, таковой начнёт вращаться с некоторым ускорением до тех пор, пока скорости обеих частей привода (обеих полумуфт, валов) не сравняются. До установления общей скорости имеет место взаимное скольжение контактных поверхностей. При этом работа трения преобразуется в тепло и происходит нагрев рабочих элементов муфты.

## Различные типы фрикционных муфт

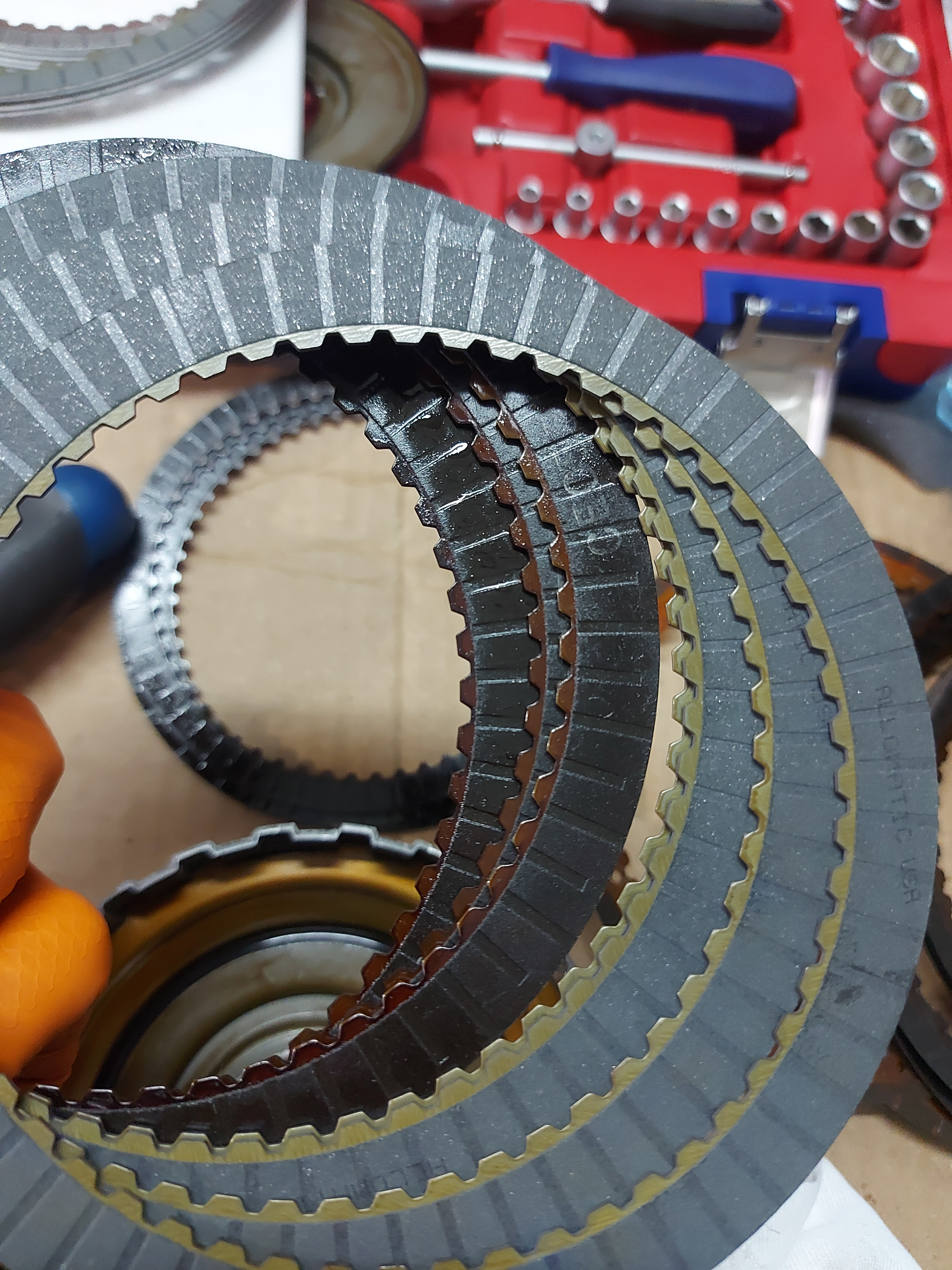
Фрикционные диски АКПП

По функциональному назначению фрикционные муфты подразделяются на три группы:
- Сцепные управляемые муфты (асинхронные);[3]
- Сцепные самодействующие муфты (центробежные);[4]
- Предохранительные самодействующие муфты (с неразрушающимся звеном).[5]

По форме контактных поверхностей фрикционные муфты подразделяются на:
- дисковые (контактными поверхностями служат плоские торцовые поверхности дисков)
- конусные (контактными поверхностями служат конические поверхности)
- цилиндрические (контактными поверхностями служат цилиндрические поверхности)

В дисковых и конусных муфтах контактные поверхности перемещаются по общей оси.
В цилиндрических муфтах контактные поверхности перемещаются радиально (сюда входят такие муфты как: колодочные, ленточные и муфты с разжимным кольцом).

Конусная фрикционная муфта

## Фрикционная муфта гусеничного трактора
Служит для отсоединения одного из бортов при повороте.

### Устройство
- Ведущий барабан.
- Ведущие диски.
- Ведомый барабан.
- Ведомые диски.
- Нажимные пружины.
- Стяжные пальцы.
- Отжимной диск.
- Выжимной подшипник.
- Вилка выключения муфты.

### Принцип действия
При прямолинейном движении пакет дисков прижат отжимным диском за счёт пружин, и вращение передаётся от центральной передачи через фрикционную муфту на бортовой редуктор.
При повороте — усилие от рычага управления передаётся через сервомеханизм на вилку выключения муфты. Вилка оттягивает выжимной подшипник и отжимной диск. Он отходит от пакета дисков и освобождает их, при этом сжимаются пружины. Ведущие диски начинают пробуксовывать относительно ведомых.